# Aphex Twin
Aphex Twin, pravým jménem Richard David James, (* 18. srpna 1971, Limerick, Irsko) je irský průkopník elektronické hudby, tvořící především v žánrech techno, ambient, acid, IDM a drill'n bass

## Historie
Narodil se v irském Limericku. Jeho rodiče, Lorna a Derek Jamesovi, pocházeli z Welsu. Vyrůstal v anglickém Cornwall, kde prožíval šťastné dětství společně se svými dvěma sestrami. Ve dvanácti letech začal provozovat hudbu. Jako teenager dělal DJe v St.Ives. Jeho první nahrávka měla 12 písní a jmenovala se EP Analogue Bubblebath. V roce 1991 James vytvořil Rephlex Records s jeho kamarádem Grantem Wilsonem. Rephlex Records tak začalo podporovat britský Acid.
První studiové album, Selected Ambient Works 85-92, bylo vydáno v roce 1992 na R&S Records a bylo velmi často kritiky označováno jako průlomové ambientové album. Od této doby začal vydávat svá alba na kultovním Warp Records. Následovalo album Selected Ambient Works Volume II (1994), již vydané na zmíněném Warp Records. Dále I Care Because You Do (1995) – zde poprvé použil Richard D. James svůj obličej na obal alba. I Care Because You Do je poslední deska, kde byly použity pouze analogové syntetizéry.
V pozdějších devadesátých letech se jeho hudba stává populárnější, a to díky dvěma singlům – Come to Daddy a Windowlicker, ty jsou pouštěny na MTV a jejich covery se ukazují na obalech časopisů. Videa na tyto dva singly natočil kultovní režisér Chris Cunningham.
V roce 2001 vydal Aphex Twin desku drukqs, která obsahuje dva disky s převážně pianovými skladbami. Později v roce 2004 se Richard vrací k acid technu v podobě Analord série, ze které vznikne, výběrem nejlepších skladeb, nová deska Chosen lords.

## Diskografie

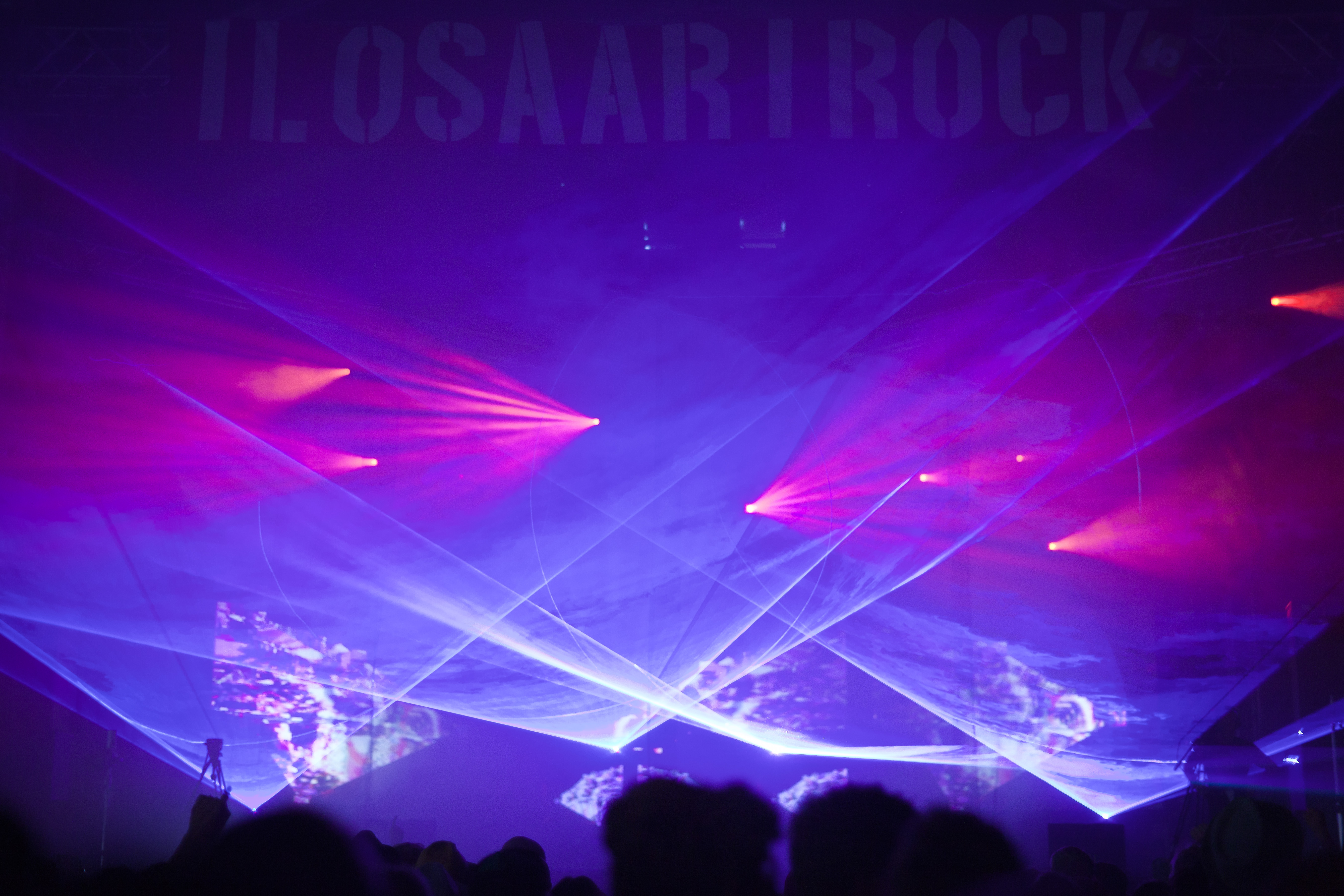
Live at Ilosaarirock Festival 2011

### Alba
- Selected Ambient Works 85-92 (1992)
- Selected Ambient Works Volume II (1994)
- …I Care Because You Do (1995)
- Melodies from Mars (1995 nevydáno)
- Richard D. James Album (1996)
- Drukqs (2001)
- Syro (2014)

### EP a Singly
- Digeridoo (1992)
- Xylem Tube EP (1992)
- On/On Remixes (1993)
- Ventolin/Ventolin Remixes EP (1995)
- Donkey Rhubarb (1995)
- Girl/Boy EP (1996)
- Come to Daddy EP (1997)
- Windowlicker (1999)
- Analord série
- Cheetah (2016)
- Collapse (2018)

### Remixy, Proma, Kompilace
- En Trance To Exit (1992)
- Words & Music (1994)
- Aphex Airlines (1994)
- Classics (1995)
- 51/13 Aphex Singles Collection (1996)
- Cock 10/54 Cymru beats (drukqs promo)
- 26 Mixes for Cash (2003)
- 2 Mixes on a 12" for Cash (2003)
- Falling Free (2003)

### Diskografie pod aliasy

#### AFX
- Analogue Bubblebath
- Analogue Bubblebath 2
- Analogue Bubblebath 3
- Analogue Bubblebath 4
- Analogue Bubblebath 5
- Analogue Bubblebath 3.1
- Hangable Auto Bulb
- 2 Remixes By AFX
- Smojphace
- Analord
- AFX/LFO
- Chosen Lords

#### The Tuss
- Confederation Trough EP
- Rushup Edge LP

#### Bradley Strider
- Bradley's Beat
- Bradley's Robot

#### Caustic Window
- Joyrex J4 EP
- Joyrex J5 EP
- Joyrex J9i
- Joyrex J9ii
- (untitled)
- Compilation

#### Gak
- Gak Single

#### Universal Indicator
- Red
- Green
- Innovation In The Dynamics Of Acid

#### Polygon Window
- Surfing on Sine Waves
- Quoth

#### Power Pill
- Pac-Man

#### Q-Chastic
- Q-Chastic EP

#### Mike & Rich
- Expert Knob Twiddlers

## Zajímavosti
- Richard vlastní tank (z roku 1950) a ruskou ponorku. Žije na jihovýchodě Londýna v přestavěné bance.
- James je očividně zkušený v elektronice. Jeho blízcí přátelé vypověděli, že si vytvořil svoje syntetizéry a samplery, které dělal když byl ještě mladý. Také si upravil přístroj, který syntetizuje kytaru.
- Hodně skladeb obsahuje zvuky z ZX Spectrum. Třeba skladba „Carn Marth“ obsahuje zvuky ze hry Sabre Wulf.
- Má něco kolem 100 hodin nevydané hudby
- Vytvořil si svůj vlastní software a skládá s ním (umí algoritmické procesy, které automaticky generují beaty a melodie)
- Má zkušenosti se Synestézií a lucidním sněním.